# Tha' Rayne
Tha' Rayne est un groupe féminin de R&B américain formé en 2000 et séparé en août 2005. Le groupe a originellement été formé comme un duo composé de Yummy Bingham et Quana, et fondé par le producteur Kay Gee du groupe de hip-hop Naughty by Nature.
La troisième place du groupe a longtemps été incertaine. Entre 2000 et 2002, le groupe a hésité entre former un duo ou un trio. La chanteuse Tina J a ainsi fait partie du groupe pendant plusieurs mois en 2001, le temps de poser sur les chœurs du premier album de Jaheim et de signer leur contrat chez Arista dirigé à l'époque par Antonio "L.A." Reid. Mais c'est en tant que duo que Tha' Rayne a enregistré leur album et collaboré avec plusieurs artistes de renom comme les Boyz II Men, Jaheim, Queen Latifah, Midwikid ou encore Next.
C'est aussi en tant que duo qu'elles ont sorti les pré-singles "Rock Wit Me" (2002) et "No Love" (2002). En août 2002, le duo redevient trio avec l'arrivée d'un membre non chantant, une DJ : DJ Myche Luv. En janvier 2003, DJ Myche Luv quitte le groupe et sera remplacée par DJ Qi. En août 2003, elles sortent le single "Didn't You Know", leur premier single lancé sur les radios. En janvier 2004, leur label, Arista, s'effondre. Reid est renvoyé, Arista fusionne avec RCA et J Records. Tha' Rayne (et de nombreux artistes) voient leur contrat rompu. Leur album Reign Supreme, prévu pour mars 2004 ne voit jamais le jour. Le groupe se sépare.
Quelques mois plus tard, KayGee convainc Quana et l'ancienne membre, DJ Myche Luv, de reformer le groupe avec une nouvelle chanteuse du nom de Deeyah en remplacement de Yummy. Cette nouvelle version de Tha' Rayne existera jusqu'en août 2005 où, faute de réelles propositions de contrats, le groupe se sépare définitivement.